# Сальмиярви (посёлок)
Сальмиярви — посёлок в Печенгском районе Мурманской области. Входит в городское поселение Никель.

## Название
Прежнее название — 79 км шоссейной дороги Лиинахамари — Никель — госграница ("79 километр автодороги «Лиинахамари-Никель-госграница»)

## География
Расположен при автодороге 47К-086, у протоки между одноимённом озером и озером Куэтсъярви, рядом с государственной границей с Норвегией, в 15 км к северо-западу от административного центра района п.г.т. Никель.

## История
До 1944 года был в составе Финляндии.
С 4 июня 1964 года посёлок "79 километр автодороги «Лиинахамари-Никель-госграница» стал именоваться Сальмиярви.

## Население
| 2002 | 2010 |
| ---- | ---- |
| 121  | ↘71  |

Численность населения, проживающего на территории населённого пункта, по данным Всероссийской переписи населения 2010 года составляет 71 человек, из них 49 мужчин (69 %) и 22 женщины (31 %).

## Инфраструктура
Погранзастава «Сальмиярви»,  комендатура. 